# Джон Каттінґ Беррі
Джон Каттінґ Беррі (англ. John Cutting Berry; 16 січня 1847 — 9 лютого 1936) — американський лікар і місіонер. За скеруванням Американської ради служив місіонером у Японії, де провадив медичну практику в таких місцях, як Кобе, Кіото та Окаяма. 1911 року нагороджений орденом Священного скарбу 3-го ступеня.

## Життєпис
Джон Каттінґ Беррі народився 16 січня 1847 року в штаті Мен у родині капітана корабля. Коли Джонові було чотири роки помер його батько, і хлопчика взяв на виховання батьковий приятель. Починаючи з 11 років йому довелося самому заробляти собі на життя. У 17 років його хрестили за християнським обрядом. У 20 років Беррі пощастило врятуватися з корабля, що потрапив у шторм. Відчуваючи, що «Бог зберіг мені життя для якоїсь великої мети», він вирішив «решту свого життя жити за божим велінням».
1871 року він закінчив Медичний коледж Джефферсона у Філадельфії, і Американська рада висвятила його на місіонера. У червні 1872 року він прибув до Японії. У липні він став медичним директором Міжнародної лікарні Кобе, де безплатно приймав японських бідняків в обмін на те, що ті слухатимуть як він читає Біблію. Крім того, Беррі організував безплатний медичний пункт для бідняків перед храмом Ікута в Кобе під назвою Keisai-in (яп. 恵済院) і, разом із японськими лікарями, першу в Японії доброчинну лікарню Ishi Yūshi Dokuritsu Byōin (яп. 医師有志独立病院) у Санді.
На прохання Такахіри Канди, губернатора префектури Хіого, Беррі ще й очолив муніципальну лікарню Кобе і взяв на себе медичну діяльність у Кобе, Хімедзі, Акасі, Какогаві, Арімі та Санді. Приймаючи 500—700 пацієнтів на місяць, він ще й інструктував місцевих лікарів. У січні 1873 року в лікарні Кобе Беррі провів перший розтин тіла в історії префектури в присутності 750 лікарів і студентів-медиків.
Восени 1873 року Беррі попросили особисто проінспектувати в'язницю Кобе, де був спалах бері-бері. Його приголомшили тамтешня антисанітарія та нелюдське поводження з в'язнями. Він звернувся до губернатора префектури з проханням реформувати пенітенціарну систему. Після нього й інші місіонери відвідали в'язницю й представили уряду плани реформи системи. Вважають, що ці дії стали початком руху за реформу системи в'язниць Японії. Далі, за згодою міністра внутрішніх справ Тосіміті Окубо Беррі здійснив перевірку в'язниць в Осаці, Кіото, Хьоґо та Харімі, за підсумками якої підготував звіт про тамтешні умови. Вважають, що цей звіт певною мірою вплинув на методи, які застосовує японська пенітенціарна система.
1878 року Беррі переїхав до Окаями, де працював над реформою префектурної лікарні. 1883 року він переїхав до Кіото, а 1887-го очолив лікарню Досіся. А ще він взяв участь у створенні першої в Японії школи медсестер, афілійованої з цією лікарнею.
1893 року Беррі повернувся з Японії до США, де працював офтальмологом і отоларингологом у муніципальній лікарні міста Вустер у штаті Массачусетс, а також працював лікарем за викликом у менш фінансованих установах. 1911 року одержав орден Священного скарбу 3-го ступеня.